# Waukon (Washington)
Waukon az Amerikai Egyesült Államok északnyugati részén, Washington állam Lincoln megyéjében elhelyezkedő önkormányzat nélküli település.
Waukon postahivatala 1893 és 1973 között működött. A település a Spokane, Portland & Seattle Railway vasútvonalának meghosszabbításakor jött létre.

## Fordítás
- Ez a szócikk részben vagy egészben  a   Waukon, Washington című angol Wikipédia-szócikk ezen változatának fordításán alapul.  Az eredeti cikk szerkesztőit annak laptörténete sorolja fel. Ez a jelzés csupán a megfogalmazás eredetét és a szerzői jogokat jelzi, nem szolgál a cikkben szereplő információk forrásmegjelöléseként.